# Saux-et-Pomarède
 Saux-et-Pomarède  es una población y comuna francesa, en la región de Mediodía-Pirineos, departamento de Alto Garona, en el distrito de Saint-Gaudens y cantón de Saint-Gaudens.

## Demografía
| 127 | 102 | 122 | 194 | 251 | 251 |
| Para los censos de 1962 a 1999 la población legal corresponde a la población sin duplicidades (Fuente: INSEE [Consultar]) |     |     |     |     |     |